# Kalanchoe antennifera
Kalanchoe antennifera är en fetbladsväxtart som beskrevs av Desc.. Kalanchoe antennifera ingår i släktet Kalanchoe och familjen fetbladsväxter. Inga underarter finns listade i Catalogue of Life.